# مارك تومسون (منافس ألعاب قوى)
مارك تومسون (بالإنجليزية: Mark Thompson) هو منافس ألعاب قوى جامايكي، ولد في 2 أغسطس 1967 في جامايكا.

## وصلات خارجية
- مارك تومسون على موقع الاتحاد الدولي لألعاب القوى (الإنجليزية)
- مارك تومسون على موقع أوليمبيديا (الإنجليزية)